# 上伊克尔斯海姆
上伊克尔斯海姆是德国巴伐利亚州的一个市镇。总面积18.22平方公里，总人口689人，其中男性344人，女性345人（2011年12月31日），人口密度38人/平方公里。